# Supergigante gialla
Una supergigante gialla è una stella supergigante (classe di luminosità I) di classe spettrale F o G.
Nell'evoluzione stellare, la fase di supergigante gialla è una fase intermedia tra quella di supergigante blu e quella di supergigante rossa, propria delle stelle con massa compresa tra 9-10 e 30-70 masse solari (il limite massimo dipende dalla metallicità della stella e, in minor parte, dalla sua velocità di rotazione).
Si tratta di una fase di breve durata; per tale motivo si conoscono poche stelle appartenenti a questa categoria. Durante questa fase si registra una progressiva espansione dell'astro, come conseguenza delle mutazioni che occorrono nel nucleo della stella al termine della sua sequenza principale; così, una stella passa da un raggio di alcune decine di milioni di km e una temperatura di una decina di migliaia di K, all'inizio della fase, ad un raggio di alcune unità astronomiche ed una temperatura di circa 3000 K: la stella diviene così una supergigante rossa.

## Principali supergiganti gialle

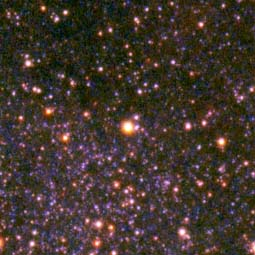
δ Cephei.

Una delle principali supergiganti gialle è Wezen, δ Canis Majoris; altri esempi, molto noti, di questo tipo stellare sono riportati nella tabella sottostante.
| Nome       | Nomenclatura di Bayer | Classe spettrale | Luminosità (L☉) | Distanza (a.l.) |
| ---------- | --------------------- | ---------------- | --------------- | --------------- |
| Canopo     | α Carinae             | A9 II            | 20.000          | 310             |
| Alrediph   | δ Cephei              | F5 Ib            | 2.000           | 891             |
| Mirphak    | α Persei              | F5 Ib            | 5.400           | 590             |
| Polaris    | α Ursae Minoris       | F7 Ib            | 2.500           | 325             |
| Wezen      | δ Canis Majoris       | F8 Iab           | 50.000          | 1800            |
| Sadr       | γ Cygni               | F8 Ib            | 65.000          | 1520            |
| Sadalmelik | α Aquarii             | G2 Ib            | 3.000           | 760             |
| Azmidiske  | ξ Puppis              | G6 Iab-Ia        | 8.300           | 1300            |
| Mebsuta    | ε Geminorum           | G8 Iab           | 7.600           | 900             |